# Крондл, Вацлав
Вацлав Крондл (чеш. Vaclav Krondl; род. 5 февраля 1953) — чехословацкий и чешский футбольный судья, делегат ФИФА.

## Биография
Судил матчи чемпионата Чехословакии и Чехии в 1989—1999 годах. С сезона 1993/1994 по 1998/1999 отработал 103 матча, показал 490 жёлтых и 56 красных (в том числе 38 вторых жёлтых и 18 прямых красных). Работал на матчах Лиги чемпионов УЕФА (квалификационных раундов и финальных этапов), Кубка УЕФА (квалификационных раундов и финальных этапов) и Кубка кубков. В 1994 году обслуживал Финал Кубка кубков. На уровне сборных Крондл обслуживал 13 международных матчей, в том числе один матч финального этапа Евро-1996 между Шотландией и Швейцарией (победа Шотландии 1:0), где показал 7 жёлтых карточек. Работал в судейском комитете УЕФА после завершения карьеры.
В отборе на чемпионат мира 1998 года в европейской зоне он судил матч Швеция — Австрия от 9 октября 1996 года (победа Австрии 1:0), где показал 5 жёлтых карточек, а также матч Болгария — Россия от 10 сентября 1997 года (победа Болгарии 1:0), где показал 6 жёлтых карточек. По заявлениям российских игроков, тренеров и журналистов Крондл в ряде эпизодов по непонятным причинам не поставил пенальти в ворота болгарской сборной, хотя на видеоповторах и фотографиях были ясно видны как минимум четыре нарушения со стороны болгар — дважды против Игоря Симутенкова, один раз против Игоря Колыванова и один раз против Игоря Яновского.
Ряд болельщиков обвинили Крондла в получении взятки от Болгарского футбольного союза — денег на приобретение некоего дома на болгарском побережье. Поражение поставило крест на возможности сборной России занять первое место в группе и напрямую выйти на чемпионат мира, хотя часть шансов команда потеряла ещё 29 марта 1997 года, сыграв вничью с Кипром 1:1. Президент РФС Вячеслав Колосков даже направил письмо с критикой работы арбитра в адрес президента Чешско-Моравского футбольного союза Франтишека Хваловского.
В настоящее время Крондл работает делегатом ФИФА на матчах клубов в Лиге чемпионов УЕФА. 1 января 2006 года был назначен главой судейского комитета чемпионата Чехии.